# Thomas Carstens
Thomas Carstens (* 16. März 1881 in Gribbohm; † 15. Februar 1926 ebenda) war ein deutscher Politiker der Schleswig-Holsteinischen Landespartei, Offizier, Logenmeister der Hamburger Freimaurerloge und holsteinischer Großgrundbesitzer.

## Leben und Beruf
Carstens entstammte einer alten holsteinischen Familie aus Gribbohm im Kreis Steinburg, wo diese seit dem 17. Jahrhundert ein Bauerngut besaß. Nach dem Besuch der Kaiser-Karl-Schule in Itzehoe begann Carstens, der evangelischen Glaubens war, ein landwirtschaftliches Studium. Verheiratet war er mit Katharina, geborene Hebbeln. 
Anfang des 20. Jahrhunderts übernahm er das Gut Gribbohm von seinem Vater. Dank guter Bewirtschaftung stieg dieses zu einem der größten bürgerlichen Großgrundbesitze von Schleswig-Holstein auf. Nach einem Brand im Jahr 1906, dem sämtliche Wirtschaftsgebäude des Gutes zum Opfer fielen, baute Carstens das Gut in stattlicherer Ausgestaltung wieder auf. Das Herrenhaus prägt noch heute das Bild des Ortes Gribbohm. Im Ersten Weltkrieg kämpfte Carstens, zuletzt als Hauptmann des Kaiserlichen Automobilkorps. Für seine Leistungen war er mit beiden Klassen des Eisernen Kreuzes sowie dem Hanseatenkreuz der Stadt Hamburg ausgezeichnet worden.
Privat engagierte er sich in der Fortentwicklung der Landwirtschaftstechnik, in der Landwirtschaftskammer sowie als Logenmeister der Großen Loge von Hamburg.
Am 15. Februar 1926 verstarb Carstens und hinterließ seiner Frau als Haupterbin weit über 250 Hektar Land, später übernahm sein Sohn Hinrich Carstens das Familiengut.

## Parteigründer und Abgeordneter
Während des Deutschen Kaiserreiches war Carstens zunächst königlicher Amtsvorsteher und seit 1913 auch Abgeordneter für den Stand der Landbesitzer in der preußischen Provinz Schleswig-Holstein.
In der Weimarer Republik gehörte Carstens zu den Mitbegründern der Schleswig-Holsteinischen Bauern- und Landarbeiterdemokratie sowie der Schleswig-Holsteinischen Landespartei, die ihren Ursprung in der Augustenburger Partei der Schleswig-Holsteinischen Erhebung sah und schon früher von der Familie Carstens unterstützt wurde.
Die Partei vertrat Carstens langjährig als Kreistagsabgeordneter und Mitglied des Hauptausschusses. In seiner Funktion als Abgeordneter war Carstens u. a. für die Herausgabe des Notgeldes des Kreises Rendsburg mitverantwortlich. Ferner gelang es ihm, die Eisenbahnverbindung zu erweitern und somit den ländlichen Raum mehr einzubinden. Weiters kandidierte er in der Weimarer Republik auch für die Schleswig-Holsteinische Landespartei bei der Wahl zum Preußischen Landtag am 20. Februar 1920.
An der Sitzung vom 26. März 1926 gedachten die Abgeordneten des Kreistages Rendsburg als Ehrung von Carstens seiner Person und seines Einsatzes für Schleswig-Holstein.